# Города Молдовы
Города Молдовы — населённые пункты Молдавии, официально имеющие статус города. Статья 110 Конституции Республики Молдова определяет город как одну из административно-территориальных единиц. В статье 6 Закона Nr. 764 от 27.12.2001 «Об административно-территориальном устройстве Республики Молдова» сказано, что город является более развитой по сравнению с селом в экономическом и социально-культурном отношении административно-территориальной единицей, которая объединяет городское население, имеет соответствующую инфраструктуру, промышленные и торговые структуры, большая часть населения которой объединяет городское население, занята в промышленном производстве, сфере обслуживания населения, различных областях интеллектуальной деятельности, культурной и политической жизни.
Закон закрепляет возможность признания города муниципием. Муниципий — населённый пункт городского типа, играющий особую роль в экономической, социально-культурной, научной, политической и административной жизни страны и имеющий важные промышленные и торговые структуры, учреждения образования, здравоохранения и культуры. Данный статус представлен городам Кишинёв, Бельцы, Бендеры, Комрат, Тирасполь, Кагул, Чадыр-Лунга, Единец (Единцы), Хынчешты, Орхей, Сороки, Страшены и Унгены.
Часть Молдавии, расположенная по левому берегу Днестра, де-факто является непризнанным самопровозглашённым государством — Приднестровской Молдавской Республикой. Властями Республики Молдовы эта территория не контролируется, соответственно, ПМР имеет собственное административно-территориальное деление, не совпадающее с административно-территориальным делением, установленным законом Молдавии. В республике выделяются 8 городов: Бендеры, Григориополь, Днестровск, Дубоссары, Каменка, Рыбница, Слободзея и столица — город Тирасполь. Населённые пункты Маяк и Красное имеют статус посёлков, в то время как по законам Молдавии данные поселения являются городами.
Всего в Молдавии насчитывается 55 городов (без учёта Приднестровья, с ним —  66), в которых проживают 1503,0 тыс. жителей или 42,25 % от общего населения в 3557,6 тыс. жителей по состоянию на 1 января 2014 года (без учёта Приднестровья, с ним —  суммарно —  около 1849,6 тыс. городских жителей или 45,53 % из около 4062,7 тыс. жителей РМ и ПМР на 1 января 2014 года). Преобладают города с численностью населения менее 10 тыс. жителей — 23 города (с ПМР — 28), от 10 до 20 тыс. жителей — 21 город (с ПМР — 23), от 20 до 50 тыс. — 9 городов (с ПМР — 11), от 50 до 100 тыс. — 0 (с ПМР — 1), от 100 до 200 тыс. — 1 город (с ПМР — 2), более 500 тыс. — 1 город — это крупнейший город и столица Молдавии Кишинёв с 674,5 тыс. жителей.
По состоянию на июнь 1940 года, в Молдавской ССР насчитывалось всего 14 городов, ещё 11 населённых пунктов имели статус посёлка городского типа. Через 50 лет количество городов и пгт изменилось, соответственно, до 21 и 49.
В 1994 году уже в независимой Молдавии был принят первый закон, регулирующий её административно-территориальное устройство. В соответствии с этим законом понятие «посёлок городского типа» упразднялось, почти все пгт получили статус города, однако несколько пгт были переведены в разряд сёл.
В настоящем списке в алфавитном порядке представлены все города Республики Молдова. Список содержит информацию о численности населения, площади, дате основания населённого пункта, географические координаты.

## Условные обозначения и сокращения
Города, находящиеся под контролем непризнанного государственного образования Приднестровская Молдавская Республика и не подчиняющиеся молдавским властям
АТО — Автономное территориальное образование

АТЕЛД — Административно-территориальные единицы левобережья Днестра

ПМР — Приднестровская Молдавская Республика

5,13 — Площадь застроенной части города